# Шелангер (станция)

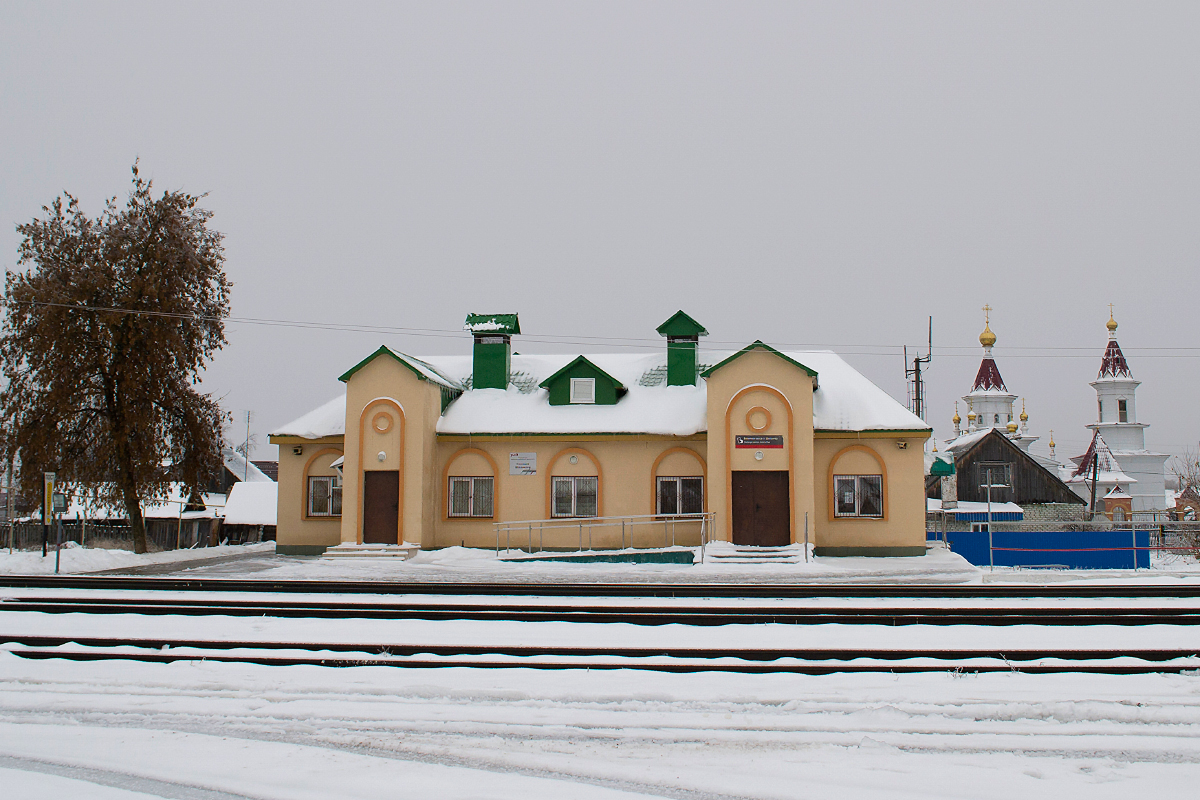
Вокзал станции Шелангер

Шеланге́р — станция Казанского региона обслуживания Горьковской железной дороги РЖД, расположена в посёлке Шелангер Республики Марий Эл, Россия, в 53,9 км южнее Йошкар-Олы. Находится на линии Зелёный Дол — Яранск. С 1 июля 2014 года по 3 июля 2015 года пригородные перевозки по станции не осуществлялись. На станции останавливается фирменный поезд «Марий Эл».

## Перспективы
Станция находится на тупиковой ветке Зелёный Дол — Яранск. В 2019 году активно обсуждалось продление ветки до Котельнича в проекте строительства отрезка Яранск — Котельнич. В начале 2020 проект перенесён в планы до 2030 года. Строительство соединит северную и южную ветку Транссибирской магистрали.